# Грюнер, Наталия Максовна
Наталия Максовна Грюнер  (1910—1972) — советский ученый-ботаник, внесла значительный вклад в изучение природы Государственного заповедника «Висим», является выдающимся исследователем флоры и растительности Среднего Урала.

## Биография

### Довоенный период
Наталия Грюнер родилась в 1910 году в Киеве, в семье ученого-агронома, преподавателя института, профессора Макса Николаевича Грюнера и Н. И. Тарасенко. Состояние здоровья не позволило Наталье Грюнер закончить школу, образование получала дома. С 1927 по 1931 годы училась на I Киевских государственных курсах иностранных языков (английское и немецкое отделения). По окончании курсов работала в фундаментальной библиотеке Уманского плодоягодного института (ныне — Уманский национальный университет садоводства в должности заведующего отделом иностранной литературы. С 1934 по 1939 годы обучалась на биологическом факультете Ленинградского университета. Подающую надежды в науке, выпускницу Наталию Грюнер сразу принимают на должность научного сотрудника цитологической лаборатории Всесоюзного института растениеводства.
В 1940 году, на волне «лысенковщины», Наталия Грюнер была уволена. С 1940 по 1941 годы работала во Всесоюзном научно-исследовательском институте масличных культур. С началом войны летом 1941 года, её, как лицо немецкой национальности, выслали в Казахстан вместе со всей семьей. Там, в селе Самарка, где располагалось отделение Карлага, она трудилась сначала в колхозе, затем учителем английского языка в школе.

### В заповеднике «Висим»
В марте 1947 года, получив разрешение работать по специальности, Наталия Грюнер переехала в Свердловскую область, в село Большие Галашки, где в то время находилась контора заповедника «Висим» (позднее — Висимского заповедника). Наталья Грюнер была принята на должность научного сотрудника (ботаника). Основной темой работы Наталии Грюнер была "Флора сосудистых растений заповедника «Висим». Именно она впервые провела инвентаризацию флоры и уже в 1947 году собрала гербарий из 320 видов растений, а всего за три с половиной года работы в заповеднике, до июня 1950 года, — выявила более пятисот видов. Свои многодневные экспедиции ученый-ботаник зачастую совершала одна, ночуя в лесу, и возвращаясь в Большие Галашки с собранными образцами для гербария.
Кроме флористических исследований, Наталье Грюнер удалось описать основные типы леса заповедника «Висим». Она принимала активное участие в изучении животного мира, климатологических и фенологических наблюдениях.

### Работа в музее и педагогическом институте
В 1950 году Наталия Грюнер перешла на работу в Нижнетагильский краеведческий музей. Работала экскурсоводом, затем стала заведующей отделом природы. Детальное знание особенностей природы Среднего Урала и научное мировоззрение помогли Наталье Грюнер создать в музее современную экспозицию на основе ландшафтного метода показа природной среды. При ней в музее на смену плакатам-агиткам пришли диорамы с типичными ландшафтами Среднего Урала, гербарные панно, собранные ей самой. Экскурсии наполнились актуальным научным содержанием. Продолжала экспедиции в лес, пополняя гербарий и энтомологическую коллекцию музея, а также собирая коллекцию образцов почв Тагильского края.
В 1957 году Наталья Грюнер подготовила записку «К восстановлению Висимского государственного заповедника», Эти материалы позже были использованы в обосновании решения о воссоздании заповедника.
С 1961 года до конца своей жизни Наталия Грюнер вела научно-педагогическую деятельность на кафедре ботаники Нижнетагильского педагогического института. Уделяя большое внимание подготовке лекций, она делала акцент и на формировании научно-исследовательских навыков студентов, привлекая их на полевые практики по изучению флоры Среднего Урала. Собранная под её руководством коллекция гербарных образцов пединститута насчитывает более 11 тысяч экземпляров. А весь флористический список обследованной ей территории включает 872 вида.

### Признание заслуг
В знак признания заслуг Натальи Максовны Грюнер в изучении флоры Среднего Урала, её именем был назван вид — льнянка Грюнер (Linaria grjunerae Knjaz).
С 2020 года Висимским государственным природным биосферным заповедником ежегодно проводится конкурс юношеских исследовательских работ в сфере ботаники имени Н. М. Грюнер.